# Tricomaria
Tricomaria là một chi thực vật có hoa trong họ Malpighiaceae.

## Loài
Chi Tricomaria gồm các loài: